# Alexéi Poltoranin
Alexéi Poltoranin (en kazajo: Алексей Полторанин; Leninogorsk, URSS, 29 de abril de 1987) es un deportista kazajo que compitió en esquí de fondo.
Ganó dos medallas de bronce en el Campeonato Mundial de Esquí Nórdico de 2013, en las pruebas de velocidad por equipo y 50 km. Participó en cuatro Juegos Olímpicos de Invierno, en los años 2006 y 2018, ocupando el quinto lugar en Vancouver 2010 (velocidad individual y por equipo), el octavo en Sochi 2014 (velocidad por equipo) y el octavo en Pyeongchang 2018 (relevo).

## Palmarés internacional
| Campeonato Mundial | Campeonato Mundial     | Campeonato Mundial | Campeonato Mundial   |
| Año                | Lugar                  | Medalla            | Prueba               |
| ------------------ | ---------------------- | ------------------ | -------------------- |
| 2013               | Val di Fiemme (Italia) | Medalla de bronce  | Velocidad por equipo |
| 2013               | Val di Fiemme (Italia) | Medalla de bronce  | 50 km                |